# محوطه باستان‌شناسی تپه حسین‌آباد گزبند
محوطه باستان‌شناسی تپه حسین‌آباد گزبند؛ نام تپه محوطه‌ای باستانی مربوط به عصر مس و سنگ، برنز و دوران تاریخی است و در شهرستان مشهد واقع شده و این اثر در تاریخ ۱۹ آبان ۱۳۹۵ با شمارهٔ ثبت ۳۱۶۰۰ به‌عنوان یکی از آثار ملی ایران به ثبت رسیده‌است.